# 84417 Ритабоу
84417 Ритабоу (84417 Ritabo) — астероїд головного поясу, відкритий 5 жовтня 2002 року.
Тіссеранів параметр щодо Юпітера — 3,320.